# 人文大学
人文大学（英語：University of the Humanities）是蒙古国首都乌兰巴托的一所私立大学。

## 简介
人文大学原名俄罗斯师范大学，成立于1979年，是专门培养俄语教师的大学。1990年，由于蒙古发生政治变化而改为外语学院，培养各门外语教师以及翻译。1990年，在外语之外，又增设人文、社会科学，成为兼具外语、人文、社会科学方向的大学，拥有硕士和博士学位授予权。
根据蒙古国政府2003年2月的第34号决议，人文大学作为“社会领域改革确定的私有化单位”中的首个单位，进行了私有化，成为私立大学。